# Route nationale 559
Die N559 war von 1933 bis 1973 eine französische Nationalstraße, die in sechs Teilen zwischen Marseille und Roquebrune-Cap-Martin verlief. Ihre Gesamtlänge betrug 164 Kilometer. Der Abschnitt zwischen Nizza und Roquebrune-Cap-Martin übernahm sie von der N7A. 1978 übernahm die N98 die Abschnitte zwischen La Napoule und Cannes, zwischen Golfe-Juan und Antibes ohne die von der N559C abgekürzten Schleife über Cap d’Antibes, sowie zwischen Nizza und Roquebrune-Cap-Martin. Ein kurzes Stück bei Roquebrune-Cap-Martin ging an die N7.

## N559a
Die N559A war von 1933 bis 1973 ein Seitenast der N559, der von dieser am Pas de Bellefille abzweigte und zur N8 bei Aubagne führte. Ihre Länge betrug elf Kilometer.

## N559b
Die N559B war von 1933 bis 1973 ein Seitenast der N559, der von dieser östlich von Bandol abzweigte und nach Le Beausset führte. Ihre Länge betrug zehn Kilometer.

## N559c
Die N559C war von 1933 bis 1973 ein Seitenast der N559, der zwischen dieser innerhalb von Antibes verlief und einen kürzeren Weg hatte als die N559, die eine Schleife über Cap d’Antibes machte. 1978 wurde sie Teil der N98 und 2006 zur D6098 abgestuft.

## N559d
Die N559D war von 1933 bis 1973 ein Seitenast der N559, der von dieser in Villefranche-sur-Mer abzweigte und zum Hafen des Ortes führte. 1933 wurde die Straße kurzzeitig als N7H bezeichnet. Sie war bis 1. Januar 2012 eine Kommunalstraße (Avenue Sadi Carnot und Boulevard de l’Impératrice Alexandra Feodorovna) und ist seitdem eine (noch) nummernlose route métropolitaine.

## N559e
Die N559E war von 1933 bis 1973 ein Seitenast der N559, der von dieser in Villefranche-sur-Mer abzweigte und zum Dock des Ortes führte. 1933 wurde die Straße kurzzeitig als N7I bezeichnet. Sie ist heute eine Kommunalstraße (Avenue du Général de Gaulle).